# تيروداكتيلوس
تيروداكتيلوس (بالإنجليزية:Pterodactylus «حرف P لا ينطق») هو عائلة من عائلات الديناصورات تتميز بأصابع طويلة تربط فيما بينها أغشية جلدية مشابهة لأجنحة الخفافيش. كلمة pterón اليونانية معناها جناح؛ وكلمة dáktylos معناها «إصبع»، فالإسم يعبر عن نوع من الديناصورات ذو أصابع جناحية. عثر على أحفورات متحجرة له في «وايموث» في إنجلترا في محجر «سولنهوفن» كما عثر على احفورات له في «موؤسهايم» في بافاريا بألمانيا. كذلك عثر على أحفورات ديناصور تيروداكتيلوس في تانزانيا بأفريقيا.
يرجح علماء الجيولوجيا الحيوية أن ديناصور تيروداكتيلوس كان يعيش على شواطيء البحار والأنهار، وانه كان يتغذى على الأسماك الصغيرة وعلى حيوانات أخرى صغيرة الحجم.
كانت تعيش ديناصورات تيروداكتيلوس في العصر الجوراسي قبل نحو 150 مليون سنة. وكانت من آكلات اللحوم فكان غذاؤها من أسماك وحيوانات أخرى صغيرة. ومثل التيروداكتيلوس كمثل نوع ديناصورات «تيروصور» له أجنحة عبارة عن أغشية جلدية تربط بين أصابعه الطويلة، وتربط أيضا بين الإصبع الرابع وأطرافه الخلفية. وكانت تلك الأغشية مدعومة بألياف من الكولاجين.

## صورة تخيلية لـ تيروداكتيلوس

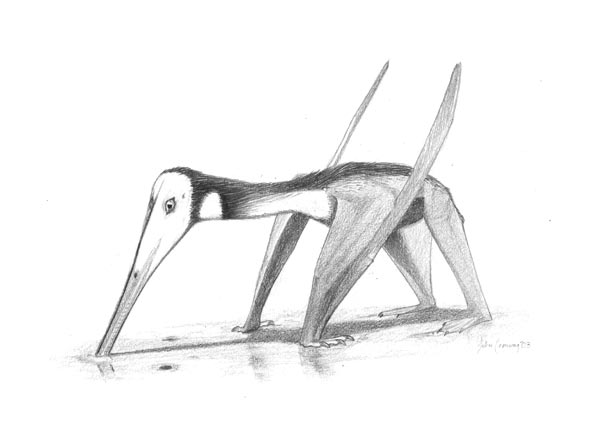
Pterodactylus kochi

## مواصفاته

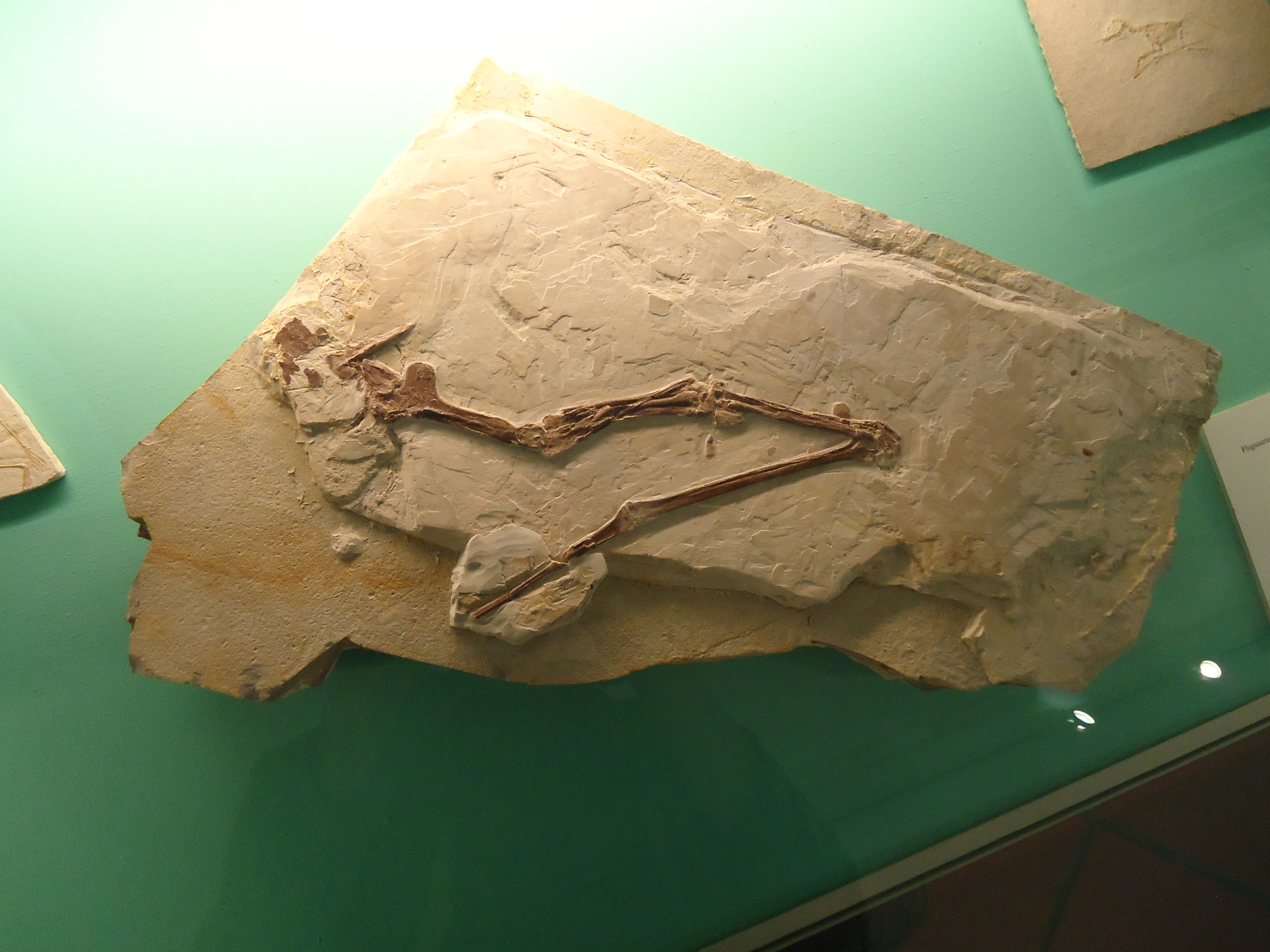
عظام جناح تيروداكتيلوس في أحفورة حجر جيري.

كان اتساع الجناح لـ تيرودامتيلوس بين50 إلى 75 سنتيمتر. في محجر سولنهوفن بانجاترا عثر على أحفورة حيوان من هذا النوع صغير السن، لا يتعدى طول جزعه أكثر من 3 سنتيمتر وكان عرط جناحيه 18 سنتيمتر. الجمجمة رفيعة وطويلة وكلها من جزء واحد فلا مفاصل بينها. كانت فتحات الأنف كبيرة في حجم فتحات العينين. وجد في الفك العلوي 33 أو 4 أسنان في المقدمة وخلفها 10 إلى 35 أسنان خلفية. وكان الثلث الأمامي وفي بعض الحالات النصف الأمامي للفك ذو أسنان.

## أنواع التيروداكتيلوس
من أحفورات متعددة تم العثور عليها يصنفها العلماء في 3 أنواع معترف بها حتى الآن:
- Pterodactylus antiquus
- Pterodactylus kochi
- Pterodactylus micronyx

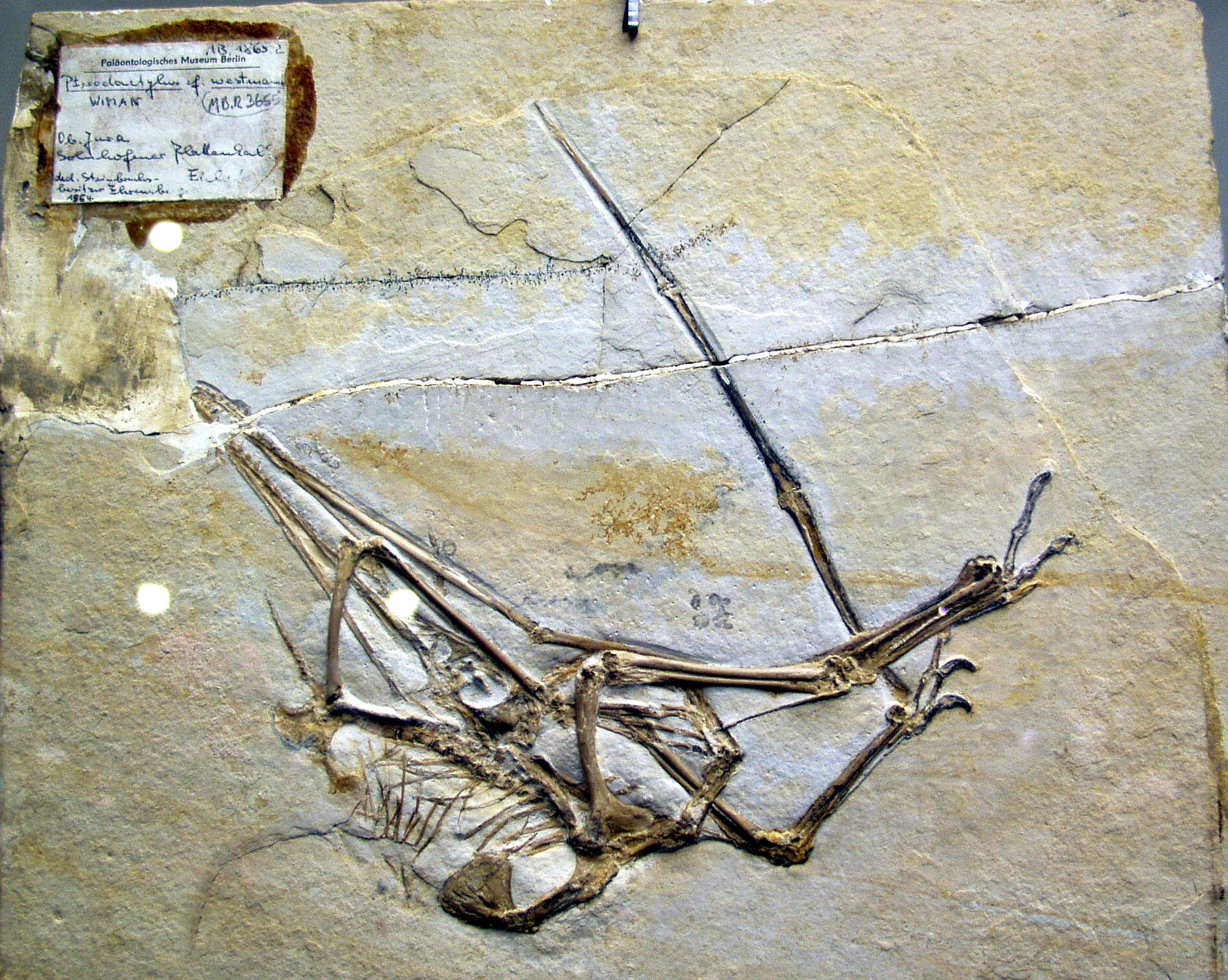
Pterodactylus kochi (من ألمانيا) – متحف برلين للتاريخ الطبيعي
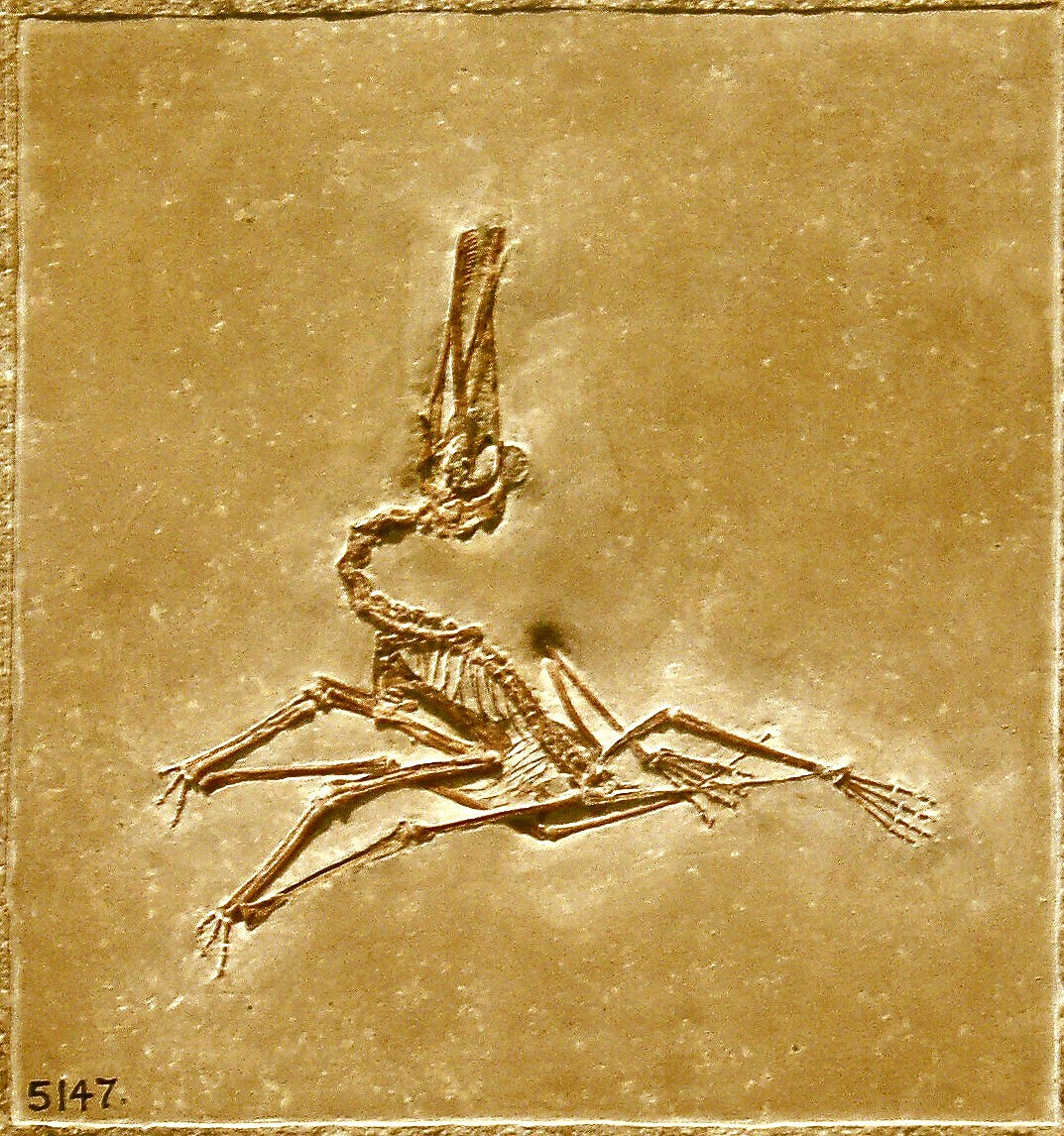
Pterodactylus – المتحف الأمريكي للتاريخ الطبيعي
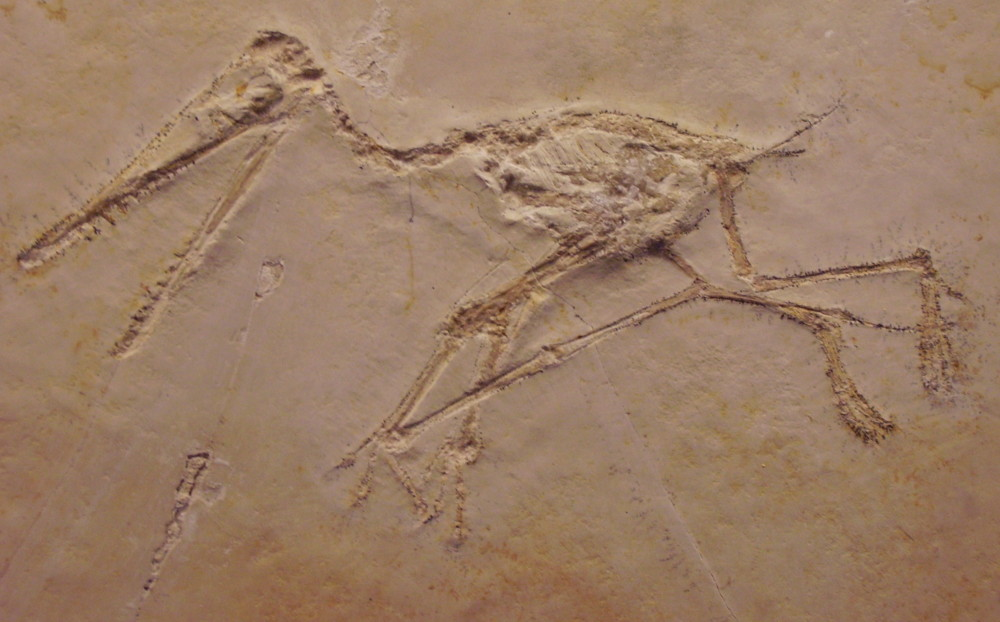
Pterodactylus kochi – متحف جامعة أكسفورد للتاريخ الطبيعي

## مقارنة حجمه بحجم الإنسان
الصورة اليسرى تبين مقرنة بين حجم التيرداكتيلوس وحجم الإنسان أثناء طيرانه ووهو واقف على الأرض. والصورة أسفله هي صورة تخيلية أثناء طيرانه مبنية على ما وجده العلماء من أحفورات تشير إلى تكوينه الجسمي.

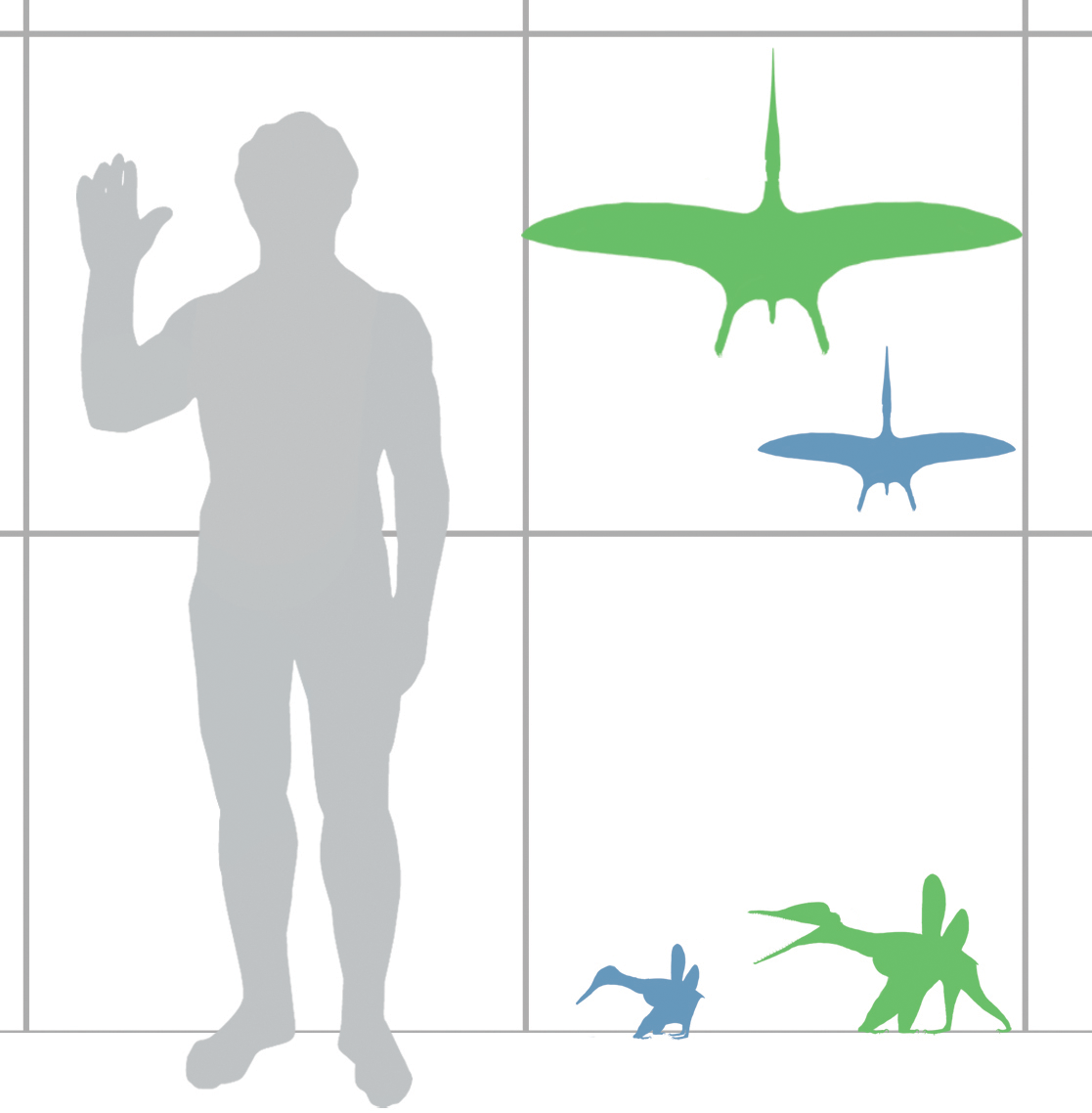
حجم تيرداكتيلوس بالمقارنة بحجم الإنسان ؛ وهو طائرا أو واقفا على الأرض.

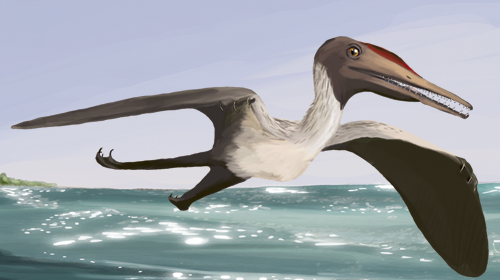
تخيله أثناء الطيران

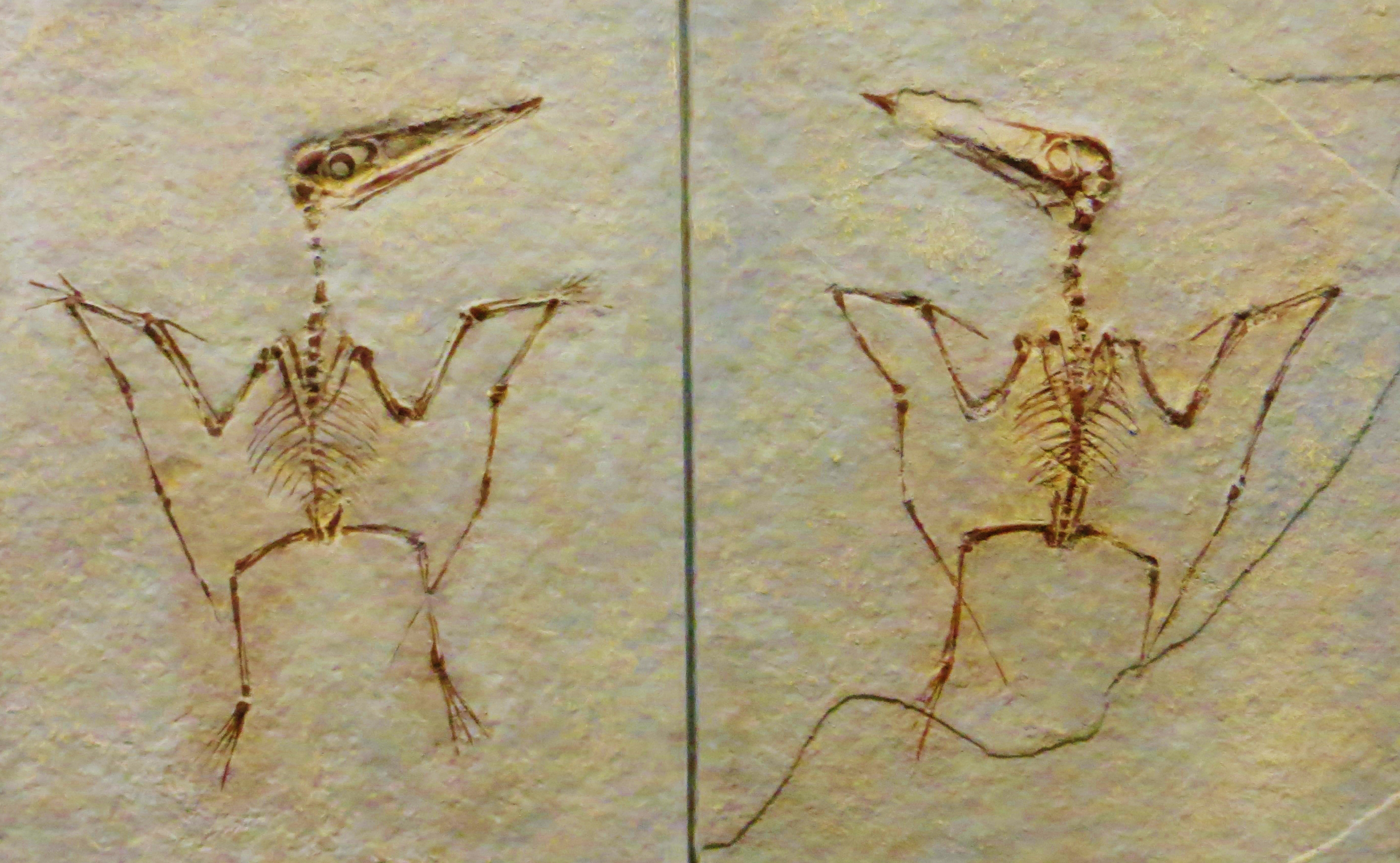
أحفورات لاثنين من تيرداكتيلوس في مرحلة الطفولة ، وهي من نوع pterdactylus antiquus

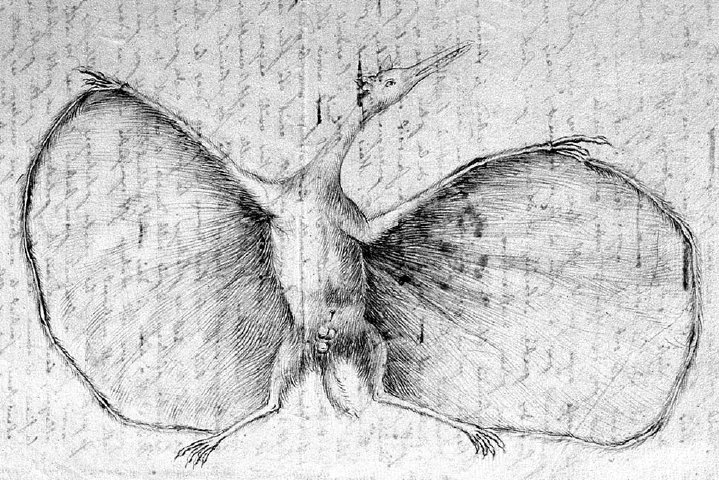
Hermann's أول صورة تخيلية للتروصور رسمها العالم الألماني هيرمان في عام 1800.

]

## اقرأ أيضا
- ديناصور ذو ريش
- أركيوبتركس
- ديناصور يي